# セプティックフレッシュ
セプティックフレッシュ（Septicflesh）は、ギリシャ出身のエクストリーム・メタルバンド。バンド名については、1990年から2003年の活動休止前までは、「Septic Flesh」と二語で綴られたが、再結成後からは「Septicflesh」と一語へと変更された。ただし、この変更にはあまり深い意味はないのだという。
シンフォニーが特徴のゴシック系デスメタル・グループの一つ。一度解散したが、ファンの要望により2007年に再結成を果たした。

## 来歴
1990年、Antoniou兄弟とChristos Antoniouによってギリシャで結成される。翌年、EP「Temple of the Lost Race」を発表。
その後もいくつかのアルバムを発表し名声を高めるが、2003年に6thアルバム『Sumerian Daemons』をリリースしバンドは解散を宣言する。
ファンの要望に応え、2007年にギリシアで開催されたロックフェス「Metal Healing Festival」で再結成。レーベル「シーズン・オブ・ミスト」と契約を交わす。
2008年、7thアルバム『Communion』をリリース。
2014年、9thアルバム『Titan』をリリース。2月には初来日を果たした。
2017年、節目の10thアルバム『Codex Omega』をリリース。
2022年、11thアルバム『Modern Primitive』をリリース。

## スタイル
ペンデレツキやストラヴィンスキー、クセナキスなどの現代作曲家や、エリオット・ゴールデンサール、ハンス・ジマーなどの映画音楽の作曲家から影響を受けているという。メタルバンドに関しては「アイアン・メイデンからメロディアスな構成を、モービッド・エンジェルからブラスト・ビートを、ケルティック・フロストからメタルにクラシックを取り込んでいく姿勢を、デスから複雑な曲構成とアレンジを、パラダイス・ロストからゴシックな要素を学んできた。」と語っている。

## メンバー

### 現ラインナップ
- セス・シロ・アントン (Spiros "Seth Siro Anton" Antoniou) - ボーカル/ベース (1990– )
アートワークも手がけており、ロッティング・クライスト、エクソダス、デキャピテイテッドをはじめとする多くのバンドに作品を提供している[5]。
- ソティリス・アヌンナキ (Sotiris Vayenas) - リズムギター/キーボード/クリーンボーカル (1990– )
- クリストス・アントニウ (Christos Antoniou) - リードギター (1990– )
セスの弟。ロンドン・カレッジ・オブ・ミュージックで音楽の学士号、大学院で修士号を取得している[1]。
- カリーム・レヒナー (Kerim "Krimh" Lechner) - ドラムス (2014– )
- ディノス・プラサス (Dinos "Psychon" Prassas) - リズムギター (2018– )

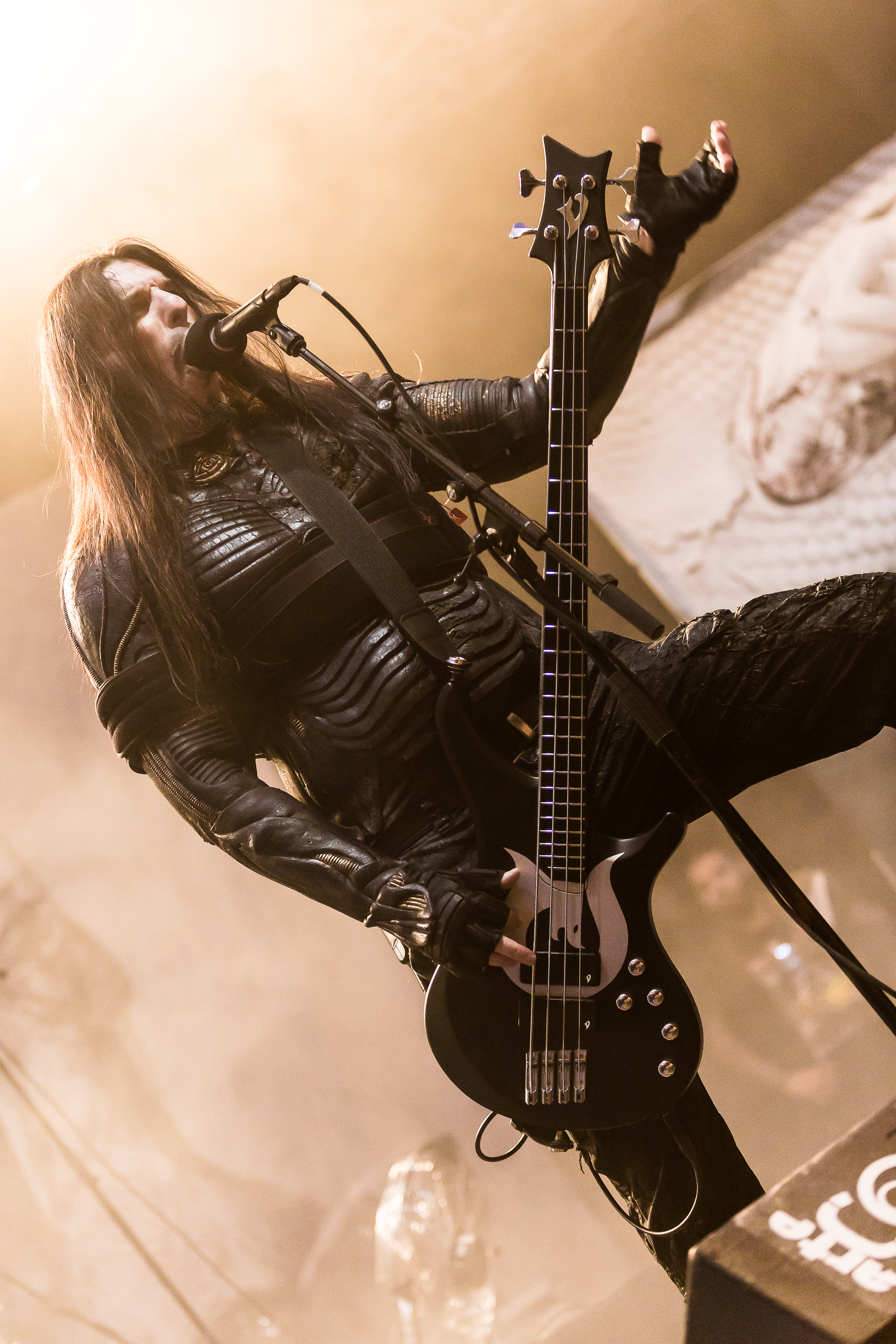
セス・シロ・アントン(Vo/B) 2018年
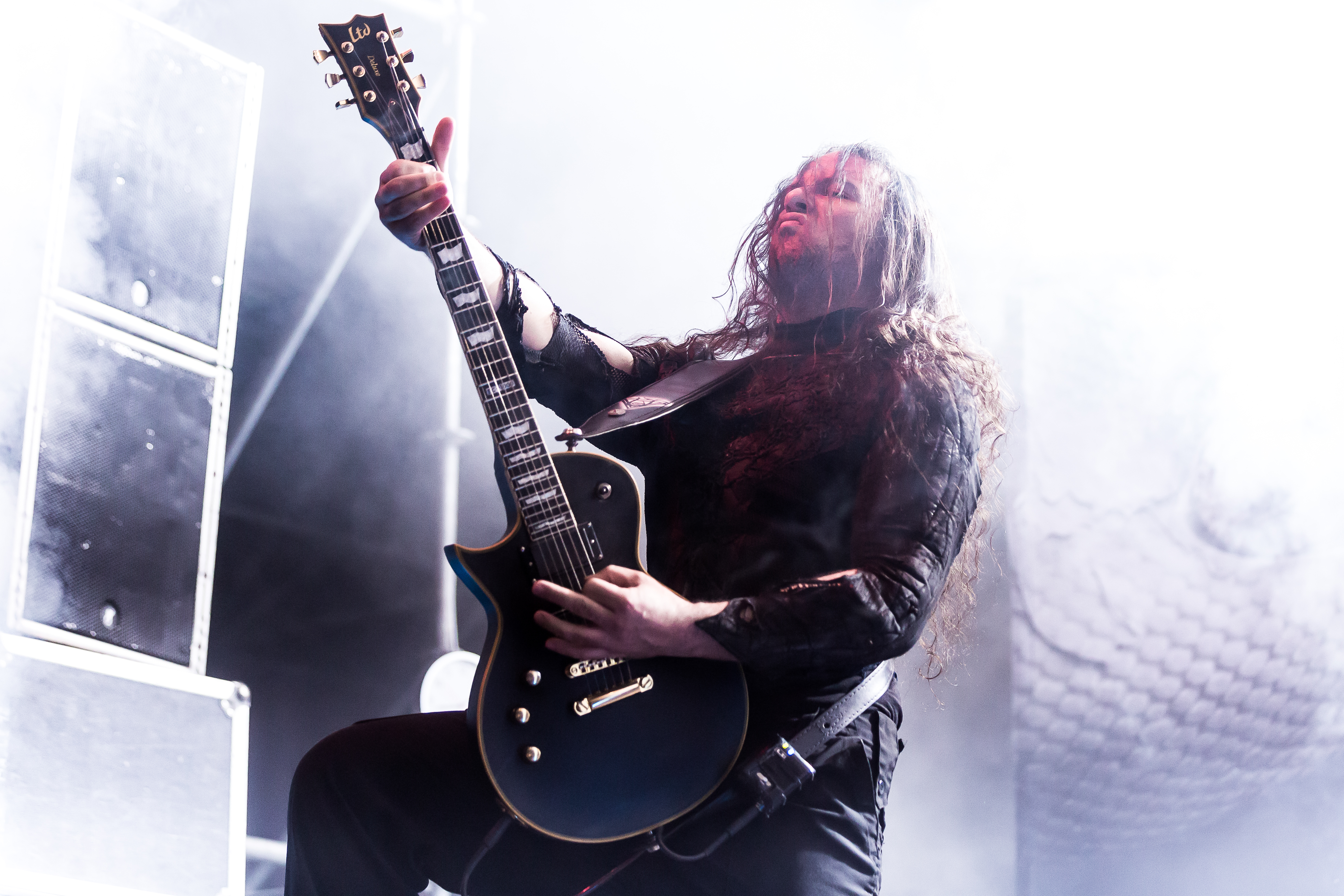
ソティリス・アヌンナキ(G) 2018年
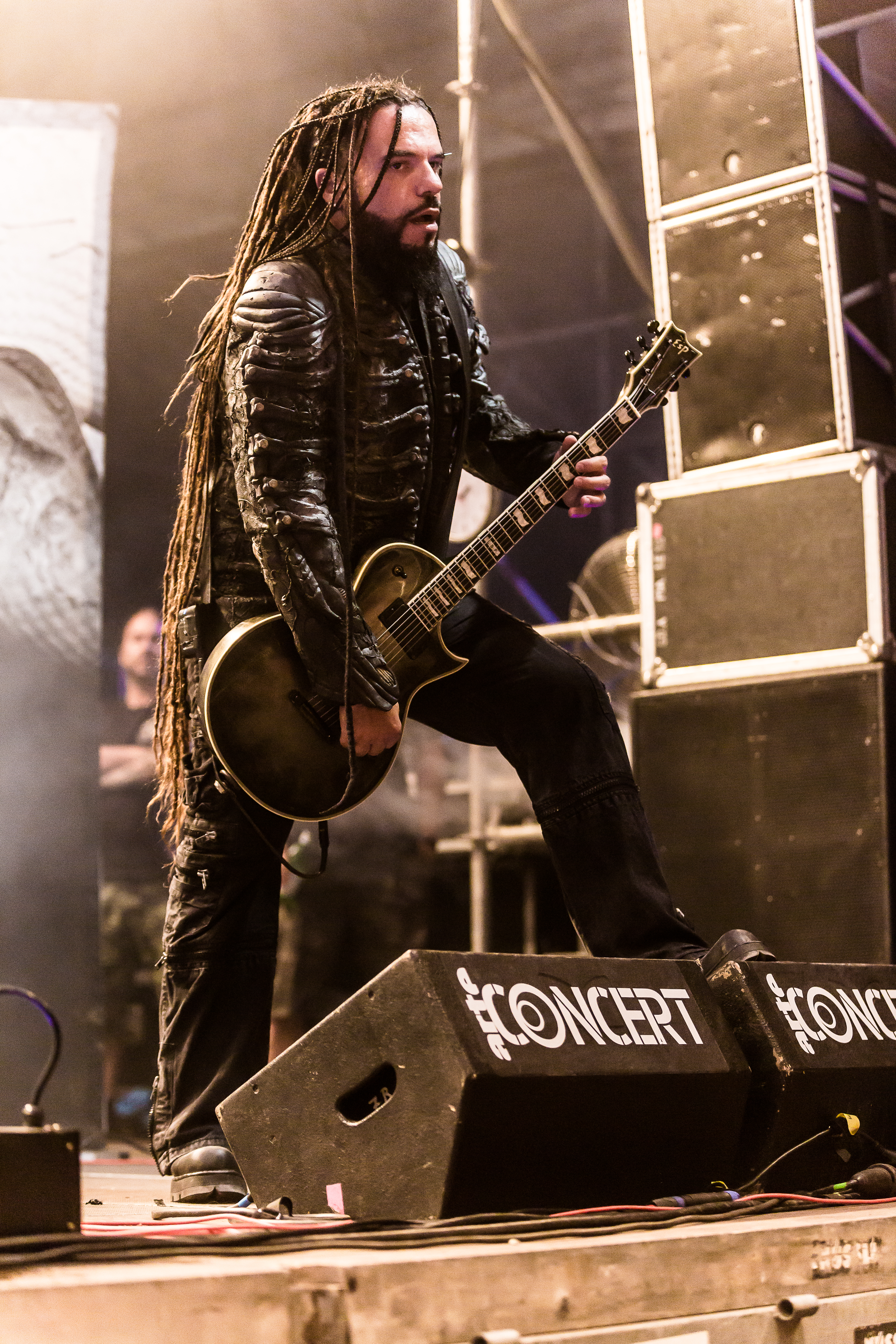
クリストス・アントニウ(G) 2018年
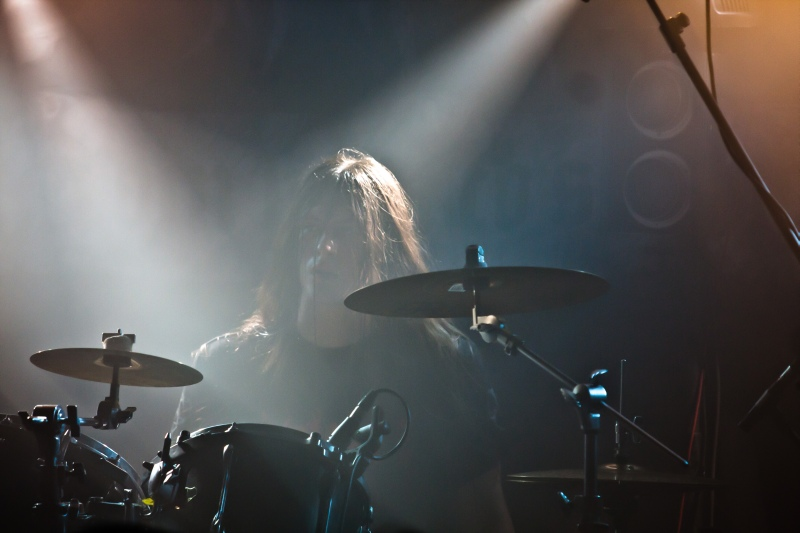
カリーム・レヒナー(Dr) 2010年

### 旧メンバー
- ディミトリス・フラソプロス (Dimitris Valasopoulos) - ドラムス (1990–1991)
- アキス・カプラノス (Akis "Lethe" Kapranos) - ドラムス (1999–2003)
- ゲオルゲ・ザハロポウロス (George "Magus Wampyr Daoloth" Zaharopoulos) - キーボード (2001–2003)
- フォティス・ベナルド (Fotis Benardo) - ドラムス (2003, 2007–2014)

## ディスコグラフィ

### スタジオアルバム
- 1994年 - Mystic Places of Dawn
- 1995年 - Esoptron
- 1997年 - Ophidian Wheel
- 1998年 - A Fallen Temple
- 1999年 - Revolution DNA
- 2003年 - Sumerian Daemons
- 2008年 - Communion
- 2011年 - The Great Mass
- 2014年 - Titan - タイタン〜巨神の咆哮
- 2017年 - Codex Omega
- 2022年 - Modern Primitive